# Anthropocentric
Anthropocentric è il sesto album in studio del gruppo musicale tedesco The Ocean, pubblicato il 19 novembre 2010 dalla Metal Blade Records.

## Descrizione
Annunciato in contemporanea al precedente Heliocentric, si tratta di un concept album incentrato sulla critica del cristianesimo attraverso punti di vista filosofiche o personali, concentrandosi in particolar modo sulla confutazione delle opinioni dei creazionisti e di altri fondamentalisti moderni convinti che la Terra sia al centro dell'universo.

## Tracce
1. Anthropocentric – 9:24 (Robin Staps)
2. The Grand Inquisitor I: Karamazov Baseness – 5:02 (Robin Staps)
3. She Was the Universe – 5:39 (Robin Staps)
4. For He That Wavereth... – 2:06 (Jonathan Nido, Loïc Rossetti)
5. The Grand Inquisitor II: Roots & Locusts – 6:33 (Jonathan Nido)
6. The Grand Inquisitor III: A Tiny Grain of Faith – 1:55 (Robin Staps)
7. Sewers of the Soul – 3:43 (Louis Jucker)
8. Wille zum untergang – 6:02 (Jonathan Nido, Robin Staps)
9. Heaven TV – 5:03 (Jonathan Nido)
10. The Almightiness Contradiction – 4:34 (Jonathan Nido, Robin Staps)

## Formazione
Gruppo
- Luc Hess – batteria
- Louis Jucker – basso, voce
- Loïc Rossetti – voce
- Jonathan Nido – chitarra
- Robin Staps – chitarra, elettronica, arrangiamento
- Julien Fehlmann – effetti sonori

Altri musicisti
- Sheila Aguinaldo – voce (traccia 6)
- Mitch Hertz – assolo di chitarra (traccia 7)
- Esther Monnat – violoncello (traccia 10)
- Céline Portat – viola (traccia 10)
- Estelle Beiner – violino (traccia 10)
- Dalai Theofilopoulou – violoncello aggiuntivo (traccia 10)

Produzione
- Robin Staps – produzione
- Julien Fehlmann – ingegneria del suono, missaggio
- Jan Oberg – mastering (tracce 1-3, 5 e 6)
- Svante Forsbäck – mastering (tracce 4, 7-10)